# 穆迪縣 (南達科他州)
穆迪縣（英語：Moody County）是美國南達科他州東部的一個縣，東鄰明尼蘇達州。面積1,350平方公里。根据美國2000年人口普查，共有人口6,595人。縣治弗蘭德魯 （Flandreau）。
成立於1873年1月8日。縣名紀念達科他準州國會代表、聯邦參議員基甸·C·穆迪 （Gideon Curtis Moody）。